# Mello Yello
A Mello Yello é um refrigerante altamente cafeinado e com sabor de frutas cítricas, produzido pela The Coca-Cola Company a partir de 1 de março de 1979, para concorrer com a Mountain Dew da PepsiCo. Ganhou temporariamente sabores de cereja, melão e pêssego, 